# Vòng loại Giải vô địch bóng đá thế giới 2018 – Khu vực châu Âu (Bảng F)
Dưới đây là kết quả các trận đấu trong khuôn khổ bảng F – vòng loại giải vô địch bóng đá thế giới 2018 khu vực châu Âu.
Bảng F bao gồm 6 đội: Anh, Slovakia, Scotland, Slovenia, Litva, Malta, thi đấu trong hai năm 2016 và 2017, theo thể thức lượt đi-lượt về, vòng tròn tính điểm, lấy đội đầu bảng tham gia vòng chung kết.

## Bảng xếp hạng
| Tiêu chí xếp hạng vòng loại Giải vô địch bóng đá thế giới 2018 |
| --- |
| Với thể thức sân nhà và sân khách, việc xếp hạng các đội trong mỗi bảng được dựa trên các tiêu chí sau đây (quy định các Điều 20.6 và 20.7): 1. Điểm số (3 điểm cho 1 trận thắng, 1 điểm cho 1 trận hòa, 0 điểm cho 1 trận thua) 2. Hiệu số bàn thắng thua 3. Số bàn thắng 4. Điểm số trong trận đấu giữa các đội 5. Hiệu số bàn thắng thua trong trận đấu giữa các đội 6. Số bàn thắng ghi được trong trận đấu giữa các đội 7. Số bàn thắng sân khách ghi được trong các trận đấu giữa các đội 8. Trận play-off trên sân trung lập (nếu được chấp thuận bởi FIFA), với hiệp phụ và đá sút luân lưu nếu cần |

| VT | Đội      | ST | T | H | B | BT | BB | HS  | Đ  | Giành quyền tham dự                        |     |     |     |     |     |     |     |
| -- | -------- | -- | - | - | - | -- | -- | --- | -- | ------------------------------------------ | --- | --- | --- | --- | --- | --- | --- |
| 1  | Anh      | 10 | 8 | 2 | 0 | 18 | 3  | +15 | 26 | Vượt qua vòng loại vào FIFA World Cup 2018 |     | —   | 2–1 | 3–0 | 1–0 | 2–0 | 2–0 |
| 2  | Slovakia | 10 | 6 | 0 | 4 | 17 | 7  | +10 | 18 |                                            |     | 0–1 | —   | 3–0 | 1–0 | 4–0 | 3–0 |
| 3  | Scotland | 10 | 5 | 3 | 2 | 17 | 12 | +5  | 18 |                                            | 2–2 | 1–0 | —   | 1–0 | 1–1 | 2–0 |     |
| 4  | Slovenia | 10 | 4 | 3 | 3 | 12 | 7  | +5  | 15 |                                            | 0–0 | 1–0 | 2–2 | —   | 4–0 | 2–0 |     |
| 5  | Litva    | 10 | 1 | 3 | 6 | 7  | 20 | −13 | 6  |                                            | 0–1 | 1–2 | 0–3 | 2–2 | —   | 2–0 |     |
| 6  | Malta    | 10 | 0 | 1 | 9 | 3  | 25 | −22 | 1  |                                            | 0–4 | 1–3 | 1–5 | 0–1 | 1–1 | —   |     |

## Các trận đấu
Lịch thi đấu của bảng F đã được quyết định sau cuộc họp tại Sankt-Peterburg, Nga vào ngày 26 tháng 7 năm 2015. Giờ địa phương là CET/CEST, như được liệt kê bởi UEFA (giờ địa phương trong ngoặc đơn).
| Litva                    | 2–2                             | Slovenia                |
| ------------------------ | ------------------------------- | ----------------------- |
| Černych 32' · Slivka 34' | Chi tiết (FIFA) Chi tiết (UEFA) | Krhin 77' · Cesar 90+3' |

| Slovakia | 0–1                             | Anh           |
| -------- | ------------------------------- | ------------- |
|          | Chi tiết (FIFA) Chi tiết (UEFA) | Lallana 90+5' |

| Malta       | 1–5                             | Scotland                                                          |
| ----------- | ------------------------------- | ----------------------------------------------------------------- |
| Effiong 14' | Chi tiết (FIFA) Chi tiết (UEFA) | Snodgrass 10', 61' (ph.đ.), 84' · C. Martin 53' · S. Fletcher 78' |

| Anh                      | 2–0                             | Malta |
| ------------------------ | ------------------------------- | ----- |
| Sturridge 29' · Alli 38' | Chi tiết (FIFA) Chi tiết (UEFA) |       |

| Scotland     | 1–1                             | Litva       |
| ------------ | ------------------------------- | ----------- |
| McArthur 89' | Chi tiết (FIFA) Chi tiết (UEFA) | Černych 59' |

| Slovenia       | 1–0                             | Slovakia |
| -------------- | ------------------------------- | -------- |
| Kronaveter 74' | Chi tiết (FIFA) Chi tiết (UEFA) |          |

| Litva                               | 2–0                             | Malta |
| ----------------------------------- | ------------------------------- | ----- |
| Černych 76' · Novikovas 84' (ph.đ.) | Chi tiết (FIFA) Chi tiết (UEFA) |       |

| Slovakia                 | 3–0                             | Scotland |
| ------------------------ | ------------------------------- | -------- |
| Mak 18', 56' · Nemec 68' | Chi tiết (FIFA) Chi tiết (UEFA) |          |

| Slovenia | 0–0                             | Anh |
| -------- | ------------------------------- | --- |
|          | Chi tiết (FIFA) Chi tiết (UEFA) |     |

| Anh                                      | 3–0                             | Scotland |
| ---------------------------------------- | ------------------------------- | -------- |
| Sturridge 24' · Lallana 50' · Cahill 61' | Chi tiết (FIFA) Chi tiết (UEFA) |          |

| Malta | 0–1                             | Slovenia   |
| ----- | ------------------------------- | ---------- |
|       | Chi tiết (FIFA) Chi tiết (UEFA) | Verbič 47' |

| Slovakia                                        | 4–0                             | Litva |
| ----------------------------------------------- | ------------------------------- | ----- |
| Nemec 12' · Kucka 15' · Škrtel 36' · Hamšík 86' | Chi tiết (FIFA) Chi tiết (UEFA) |       |

| Anh                   | 2–0                             | Litva |
| --------------------- | ------------------------------- | ----- |
| Defoe 22' · Vardy 66' | Chi tiết (FIFA) Chi tiết (UEFA) |       |

| Malta        | 1–3                             | Slovakia                          |
| ------------ | ------------------------------- | --------------------------------- |
| Farrugia 14' | Chi tiết (FIFA) Chi tiết (UEFA) | Weiss 2' · Greguš 41' · Nemec 84' |

| Scotland      | 1–0                             | Slovenia |
| ------------- | ------------------------------- | -------- |
| C. Martin 88' | Chi tiết (FIFA) Chi tiết (UEFA) |          |

| Scotland           | 2–2                             | Anh                                 |
| ------------------ | ------------------------------- | ----------------------------------- |
| Griffiths 87', 90' | Chi tiết (FIFA) Chi tiết (UEFA) | Oxlade-Chamberlain 70' · Kane 90+3' |

| Slovenia                     | 2–0                             | Malta |
| ---------------------------- | ------------------------------- | ----- |
| Iličić 45+2' · Novaković 84' | Chi tiết (FIFA) Chi tiết (UEFA) |       |

| Litva        | 1–2                             | Slovakia               |
| ------------ | ------------------------------- | ---------------------- |
| Šernas 90+3' | Chi tiết (FIFA) Chi tiết (UEFA) | Weiss 32' · Hamšík 58' |

| Litva | 0–3                             | Scotland                                       |
| ----- | ------------------------------- | ---------------------------------------------- |
|       | Chi tiết (FIFA) Chi tiết (UEFA) | - Armstrong 25' - Robertson 30' - McArthur 72' |

| Malta | 0–4                             | Anh                                              |
| ----- | ------------------------------- | ------------------------------------------------ |
|       | Chi tiết (FIFA) Chi tiết (UEFA) | - Kane 53', 90+2' - Bertrand 86' - Welbeck 90+1' |

| Slovakia  | 1–0                             | Slovenia |
| --------- | ------------------------------- | -------- |
| Nemec 81' | Chi tiết (FIFA) Chi tiết (UEFA) |          |

| Anh                       | 2–1                             | Slovakia   |
| ------------------------- | ------------------------------- | ---------- |
| - Dier 37' - Rashford 59' | Chi tiết (FIFA) Chi tiết (UEFA) | Lobotka 3' |

| Scotland                   | 2–0                             | Malta |
| -------------------------- | ------------------------------- | ----- |
| - Berra 9' - Griffiths 49' | Chi tiết (FIFA) Chi tiết (UEFA) |       |

| Slovenia                                                   | 4–0                             | Litva |
| ---------------------------------------------------------- | ------------------------------- | ----- |
| - Iličić 25' (ph.đ.), 61' (ph.đ.) - Verbič 82' - Birsa 90' | Chi tiết (FIFA) Chi tiết (UEFA) |       |

| Anh        | 1–0                             | Slovenia |
| ---------- | ------------------------------- | -------- |
| Kane 90+4' | Chi tiết (FIFA) Chi tiết (UEFA) |          |

| Malta     | 1–1                             | Litva      |
| --------- | ------------------------------- | ---------- |
| Agius 23' | Chi tiết (FIFA) Chi tiết (UEFA) | Slivka 53' |

| Scotland          | 1–0                             | Slovakia |
| ----------------- | ------------------------------- | -------- |
| Škrtel 89' (l.n.) | Chi tiết (FIFA) Chi tiết (UEFA) |          |

| Litva | 0–1                             | Anh              |
| ----- | ------------------------------- | ---------------- |
|       | Chi tiết (FIFA) Chi tiết (UEFA) | Kane 26' (ph.đ.) |

| Slovakia                    | 3–0                             | Malta |
| --------------------------- | ------------------------------- | ----- |
| - Nemec 33', 62' - Duda 70' | Chi tiết (FIFA) Chi tiết (UEFA) |       |

| Slovenia          | 2–2                             | Scotland                        |
| ----------------- | ------------------------------- | ------------------------------- |
| - Bezjak 52', 72' | Chi tiết (FIFA) Chi tiết (UEFA) | - Griffiths 32' - Snodgrass 88' |

## Danh sách cầu thủ ghi bàn
5 bàn
- Harry Kane
- Adam Nemec

4 bàn
- Leigh Griffiths
- Robert Snodgrass

3 bàn
- Fiodor Černych
- Josip Iličić

2 bàn
- Adam Lallana
- Daniel Sturridge
- Arvydas Novikovas
- Vykintas Slivka
- Chris Martin
- James McArthur
- Marek Hamšík
- Róbert Mak
- Vladimír Weiss
- Roman Bezjak
- Benjamin Verbič

1 bàn
- Dele Alli
- Ryan Bertrand
- Gary Cahill
- Jermain Defoe
- Eric Dier
- Alex Oxlade-Chamberlain
- Marcus Rashford
- Jamie Vardy
- Danny Welbeck
- Andrei Agius
- Alfred Effiong
- Jean Paul Farrugia
- Stuart Amstrong
- Christophe Berra
- Steven Fletcher
- Andrew Robertson
- Ondrej Duda
- Ján Greguš
- Juraj Kucka
- Stanislav Lobotka
- Martin Škrtel
- Walter Birsa
- Boštjan Cesar
- Rene Krhin
- Rok Kronaveter
- Milivoje Novaković

Phản lưới nhà
- Martin Škrtel (trong trận gặp Scotland)
- Miha Mevlja (trong trận gặp Slovakia)

## Thẻ phạt
| Cầu thủ             | Đội tuyển | Trận bị thẻ phạt                                                      | Treo giò                          |
| ------------------- | --------- | --------------------------------------------------------------------- | --------------------------------- |
| Mišo Brečko         | Slovenia  | v Ukraina ở vòng loại Euro 2016 (17 tháng 11 năm 2015)                | v Litva (4 tháng 9 năm 2016)      |
| Martin Škrtel       | Slovakia  | v Anh (4 tháng 9 năm 2016)                                            | v Slovenia (8 tháng 10 năm 2016)  |
| Jonathan Caruana    | Malta     | v Scotland (4 tháng 9 năm 2016)                                       | v Anh (8 tháng 10 năm 2016)       |
| Luke Gambin         | Malta     | v Scotland (4 tháng 9 năm 2016)                                       | v Anh (8 tháng 10 năm 2016)       |
| Tomáš Hubočan       | Slovakia  | v Anh (4 tháng 9 năm 2016) · v Slovenia (8 tháng 10 năm 2016)         | v Scotland (11 tháng 10 năm 2016) |
| Jonathan Caruana    | Malta     | v Litva (11 tháng 10 năm 2016)                                        | v Slovenia (11 tháng 11 năm 2016) |
| Aljaž Struna        | Slovenia  | v Slovakia (8 tháng 10 năm 2016) · v Anh (11 tháng 10 năm 2016)       | v Malta (11 tháng 11 năm 2016)    |
| Gary Cahill         | Anh       | v Slovenia (11 tháng 10 năm 2016) · v Scotland (11 tháng 11 năm 2016) | v Litva (26 tháng 3 năm 2017)     |
| Georgas Freidgeimas | Litva     | v Scotland (8 tháng 10 năm 2016) · v Slovakia (11 tháng 11 năm 2016)  | v Anh (26 tháng 3 năm 2017)       |
| Andrei Agius        | Malta     | v Litva (11 tháng 10 năm 2016) · v Slovenia (11 tháng 11 năm 2016)    | v Slovakia (26 tháng 3 năm 2017)  |
| Egidijus Vaitkūnas  | Litva     | v Scotland (8 tháng 10 năm 2016) · v Anh (26 tháng 3 năm 2017)        | v Slovakia (10 tháng 6 năm 2017)  |
| Artūras Žulpa       | Litva     | v Slovenia (4 tháng 9 năm 2016) · v Anh (26 tháng 3 năm 2017)         | v Slovakia (10 tháng 6 năm 2017)  |
| Jean Paul Farrugia  | Malta     | v Slovakia (26 tháng 3 năm 2017)                                      | v Slovenia (10 tháng 6 năm 2017)  |
| Juraj Kucka         | Slovakia  | v Slovenia (8 tháng 10 năm 2016) · v Malta (26 tháng 3 năm 2017)      | v Litva (10 tháng 6 năm 2017)     |
| Adam Nemec          | Slovakia  | v Malta (26 tháng 3 năm 2017)                                         | v Litva (10 tháng 6 năm 2017)     |
| Valter Birsa        | Slovenia  | v Anh (11 tháng 10 năm 2016) · v Scotland (26 tháng 3 năm 2017)       | v Malta (10 tháng 6 năm 2017)     |
| Boštjan Cesar       | Slovenia  | v Slovakia (8 tháng 10 năm 2016) · v Scotland (26 tháng 3 năm 2017)   | v Malta (10 tháng 6 năm 2017)     |
| Miral Samardžić     | Slovenia  | v Litva (4 tháng 9 năm 2016) · v Scotland (26 tháng 3 năm 2017)       | v Malta (10 tháng 6 năm 2017)     |
| Eric Dier           | Anh       | v Slovenia (11 tháng 10 năm 2016) · v Scotland (10 tháng 6 năm 2017)  | v Malta (1 tháng 9 năm 2017)      |
| Alfred Effiong      | Malta     | v Scotland (4 tháng 9 năm 2016) · v Slovenia (10 tháng 6 năm 2017)    | v Anh (1 tháng 9 năm 2017)        |
| Paul Fenech         | Malta     | v Scotland (4 tháng 9 năm 2016) · v Slovenia (10 tháng 6 năm 2017)    | v Anh (1 tháng 9 năm 2017)        |
| Nerijus Valskis     | Litva     | v Malta (11 tháng 10 năm 2016) · v Slovakia (10 tháng 6 năm 2017)     | v Scotland (1 tháng 9 năm 2017)   |
| Ján Ďurica          | Slovakia  | v Slovenia (8 tháng 10 năm 2016) · v Litva (10 tháng 6 năm 2017)      | v Slovenia (1 tháng 9 năm 2017)   |
| Martin Škrtel       | Slovakia  | v Malta (26 tháng 3 năm 2017) · v Litva (10 tháng 6 năm 2017)         | v Slovenia (1 tháng 9 năm 2017)   |
| Linas Klimavičius   | Litva     | v Slovakia (10 tháng 6 năm 2017) · v Slovenia (1 tháng 9 năm 2017)    | v Malta (5 tháng 10 năm 2017)     |
| Darvydas Šernas     | Litva     | v Slovakia (10 tháng 6 năm 2017) · v Slovenia (1 tháng 9 năm 2017)    | v Malta (5 tháng 10 năm 2017)     |
| Ryan Fenech         | Malta     | v Slovenia (10 tháng 6 năm 2017) · v Scotland (4 tháng 9 năm 2017)    | v Litva (5 tháng 10 năm 2017)     |
| Milan Škriniar      | Slovakia  | v Litva (10 tháng 6 năm 2017) · v Anh (4 tháng 9 năm 2017)            | v Scotland (5 tháng 10 năm 2017)  |
| Mantas Kuklys       | Litva     | v Scotland (8 tháng 10 năm 2016) · v Malta (5 tháng 10 năm 2017)      | v Anh (8 tháng 10 năm 2017)       |
| Zach Muscat         | Malta     | v Slovenia (11 tháng 11 năm 2016) · v Litva (5 tháng 10 năm 2017)     | v Slovakia (8 tháng 10 năm 2017)  |
| Róbert Mak          | Slovakia  | v Scotland (5 tháng 10 năm 2017)                                      | v Malta (8 tháng 10 năm 2017)     |
| Valter Birsa        | Slovenia  | v Slovakia (1 tháng 9 năm 2017) · v Anh (5 tháng 10 năm 2017)         | v Scotland (8 tháng 10 năm 2017)  |
| Rene Krhin          | Slovenia  | v Slovakia (8 tháng 10 năm 2016) · v Anh (5 tháng 10 năm 2017)        | v Scotland (8 tháng 10 năm 2017)  |